# Кузнецов Олександр Олександрович
Олекса́ндр Олекса́ндрович Кузнецо́в (* 1974) — заступник декана з організації набору студентів факультету Комп'ютерних Наук, Харківський національний університет імені В. Н. Каразіна, доктор технічних наук (2008), професор (2009), фахівець у галузі оброблення, передачі й захисту інформації.

## Життєпис
1996 року закінчив Харківський військовий університет. З того часу працював у Головному центрі випробування та використання космічних систем (Євпаторія) та Науковому центрі ракетних військ і артилерії (Суми).
В 2005—2010 роках — начальник інформаційно-обчислювального центру, від 2011-го — начальник кафедри бойового застосування та експлуатації АСК Харківського університету повітряних сил.
Напрямки наукових досліджень:
- завадостійка передача інформації,
- алгебраїчна теорія кодів,
- теорія автентифікації, криптографія і стеганографія.

### Серед робіт
- «Теоретичні основи та методи побудови алгебраїчних блокових кодів», 2005, у співавторстві
- «Основи побудови АСУ: Навчальний посібник у 2-х частинах», 2005—2006, у співавторстві
- «Методика оцінки ефективності перешкодостійкого кодування в каналах з похибками, що групуються», 2006
- «Теорія сигнально-кодових конструкцій», 2008, у співавторстві.

### Серед патентів
- «Спосіб формування шумоподібних дискретних сигналів», 2010, співавтори Носик Олексій Михайлович, Сай Валерій Миколайович, Стасєв Юрій Володимирович.